# 北海道道718号忠別清水線

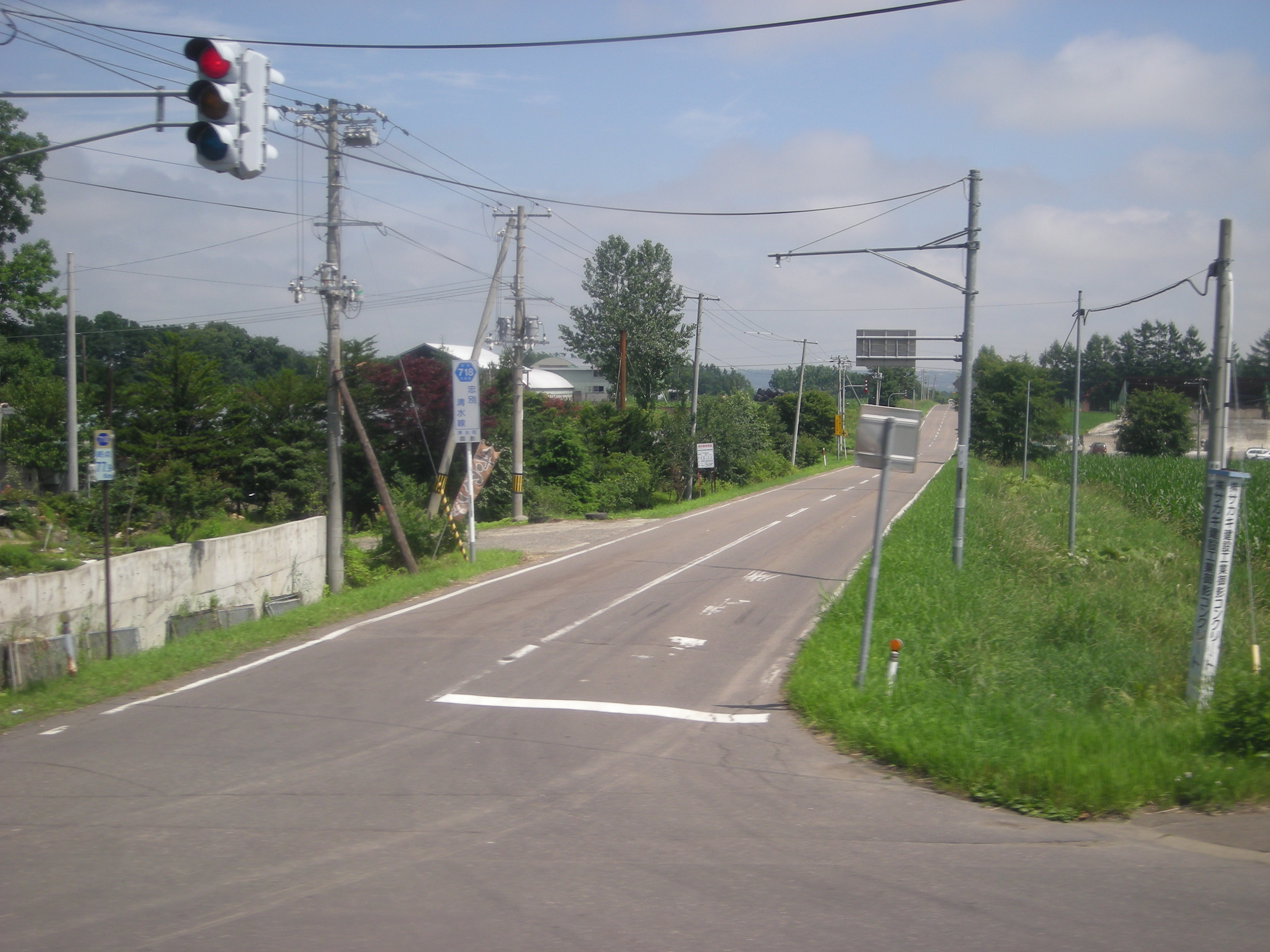
終点の様子

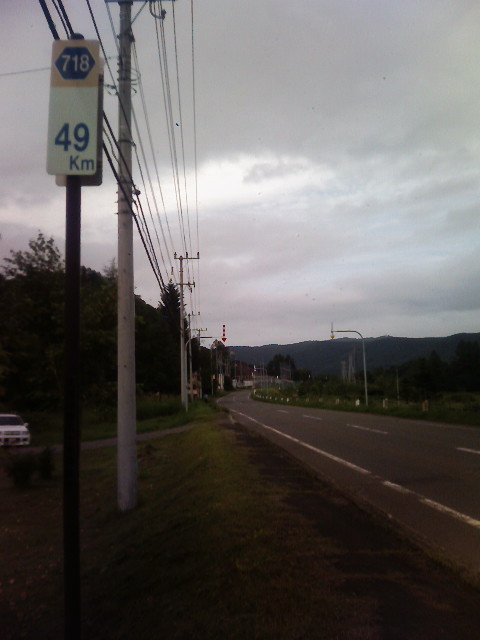
新得町岩松付近

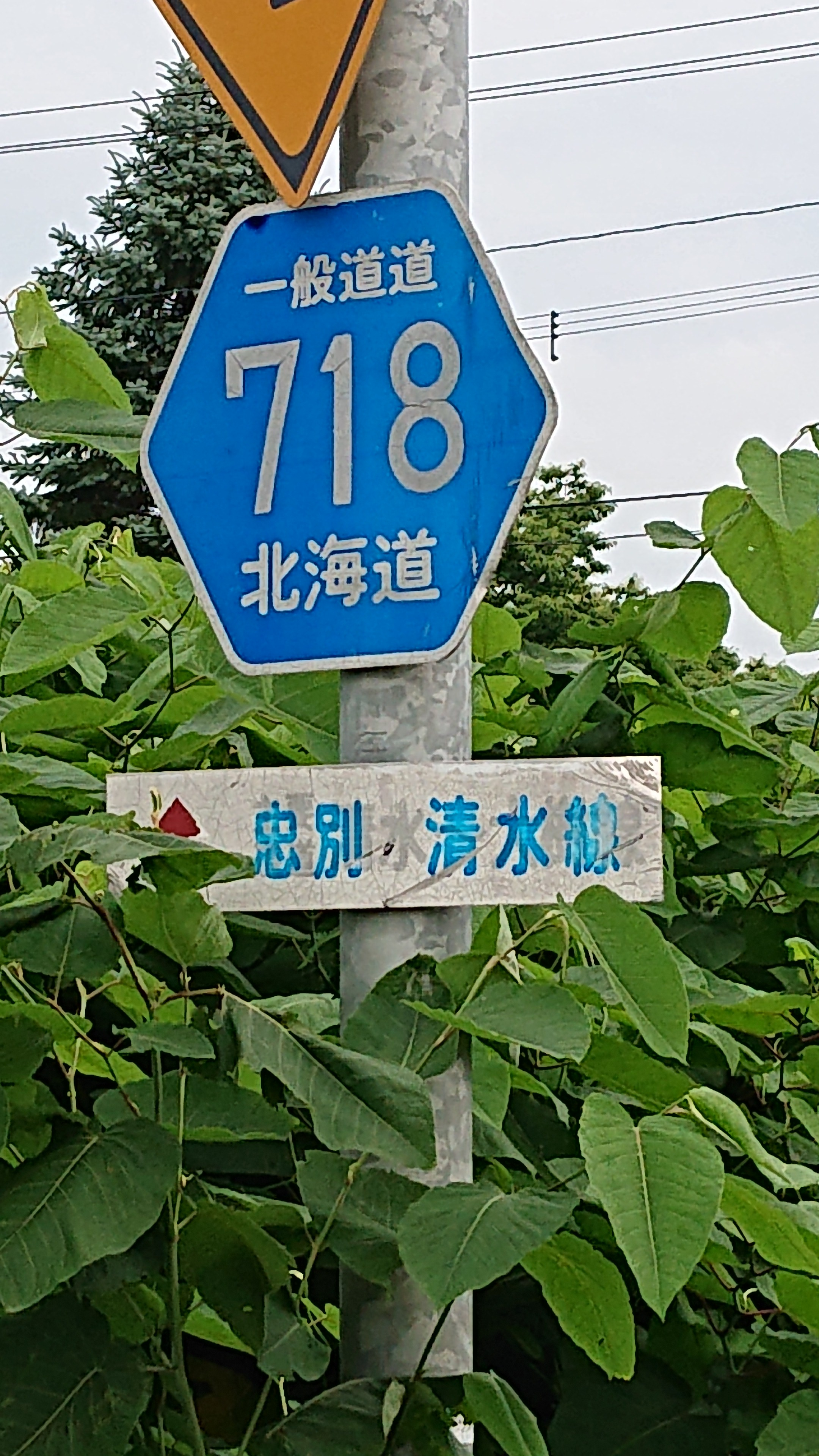
北海道道718号忠別清水線

北海道道718号忠別清水線（ほっかいどうどう718ごう ちゅうべつしみずせん）は、北海道上川郡美瑛町と上川郡清水町を結ぶ一般道道である。未開通区間があるが、当該個所の工事は凍結となっている。

## 概要

### 路線データ
- 起点：北海道上川郡美瑛町字忠別
- 終点：北海道上川郡清水町字御影（国道38号交点）
- 総延長：77.948 km
- 実延長：71.443 km
- 重用延長：0.086 km
- 未舗装延長：8.708 km
- 未供用延長： 64.19 km

### 道路管理者
- 上川総合振興局 旭川建設管理部 事業課
- 十勝総合振興局 帯広建設管理部 鹿追出張所

## 歴史
大雪山を縦貫する「大雪縦貫道」として計画されたが、1971年までに自然保護運動を受け中止が決定。1972年には、国立公園の特別保護地区をトンネルで抜けるルート変更案が提示され、環境庁も一時は建設容認へ動いたが、1973年（昭和48年）に北海道開発庁が計画を断念し取り下げ、トムラウシ温泉 - 美瑛町側の工事が凍結となり現在に至る。

### 年表
- 1955年（昭和30年） - 美瑛町、東川町、新得町間で大雪縦貫道の要望が持ち上がる。[2]
- 1958年（昭和33年） - 「天人峡－新得間大雪縦貫道路建設期成会」が発足。[2]
- 1971年（昭和46年）3月31日 - 路線認定[3]。
- 1971年（昭和46年）6月15日  - 一部が開発道路の指定を受ける[4]。
- 1973年（昭和48年）10月 - 計画凍結。[5]
- 2005年（平成17年）8月5日 - 開発道路の指定廃止[6]。

## 路線状況
トムラウシ山への登山に利用され、終点側では夏には大型バスや路線バスも通行する。しかし、起点側や、終点側のトムラウシ川に架かる曙橋よりも起点側では、1.5車線路や未舗装路が多く残っている。

### 未供用区間
- 上川郡美瑛町字俵真布 - 新得町字トムラウシ

### 道路施設

#### 主なトンネル
- トムラウシ第二トンネル（775 m、新得町字トムラウシ）
- トムラウシ第一トンネル（466.6 m、新得町字トムラウシ）

#### 主な橋梁
- 大雪橋（70 m、ニペソツ川、新得町字トムラウシ）
- 白雲橋（91 m、十勝川、新得町字トムラウシ）
- 柏葉橋（241 m、ペンケキナウシ川、新得町字トムラウシ）
- 湖水橋（74 m、－、新得町字トムラウシ）
- 緑風橋（181 m、パンケキナウシ川、新得町字トムラウシ）
- 東大雪橋（452 m、東大雪湖、新得町字トムラウシ）
- 紫水橋（93 m、－、新得町字トムラウシ）
- ペンケニコロベツ橋（68 m、ペンケニコロ川、新得町屈足基線）
- 南岩松橋（64 m、パンケニコロ川、新得町屈足基線）
- 佐幌橋（122 m、佐幌川、清水町字下佐幌 - 清水町字清水）

#### 常設型ゲート
- 俵真布ゲート（美瑛町字俵真布）

## 地理
起点側の開通区間は、辺別川に架かる美瑛町道朗根内上俵真布線の上俵真布橋を渡った先付近からで、川の右岸を上流へしばらく進んだ後、橋を渡って左岸を進み終了となる。付近は大雪山国立公園の普通地域との境界となり、上俵真布林道のゲートがある。また起点方向へは朗根内上俵真布線を介して北海道道1116号富良野上川線に接続し、起点の美瑛町字忠別へ通行が可能。
終点側はトムラウシ自然休養林野営場付近から始まり、ユウトムラウシ川、十勝川沿いを終点まで進む。

### 通過する自治体
- 上川総合振興局
  - 上川郡美瑛町
- 十勝総合振興局
  - 上川郡新得町
  - 上川郡清水町

### 交差する道路
新得町
- 北海道道75号帯広新得線 - 字屈足
- 北海道道593号屈足鹿追線 - 字屈足

清水町
- 国道274号 - 字人舞
- 道東自動車道 - 字羽帯（接続はしない）
- 国道38号 - 字御影（終点）

### 沿線にある施設など
新得町
- トムラウシ温泉
- 上岩松ダム
- 十勝ダム
- 岩松ダム
- 新得町立富村牛小中学校
- 新得町立屈足中学校
- 新得町立屈足南小学校
- 屈足郵便局

清水町
- 清水町立御影中学校

## その他
渡辺淳一が『峰の記憶』の題材として取り上げた。